# Heteroconger
Heteroconger is een geslacht van straalvinnige vissen uit de familie van zeepalingen (Congridae). Het geslacht is voor het eerst wetenschappelijk beschreven in 1868 door Bleeker.

## Soorten
- Heteroconger balteatus Castle & Randall, 1999
- Heteroconger camelopardalis (Lubbock, 1980)
- Heteroconger canabus (Cowan & Rosenblatt, 1974)
- Heteroconger chapmani (Herre, 1923)
- Heteroconger cobra Böhlke & Randall, 1981
- Heteroconger congroides (D'Ancona, 1928)
- Heteroconger digueti (Pellegrin, 1923)
- Heteroconger enigmaticus Castle & Randall, 1999
- Heteroconger fugax Koeda, Fujii & Motomura, 2018
- Heteroconger guttatus Allen, Erdmann & Mongdong, 2020
- Heteroconger hassi (Klausewitz & Eibl-Eibesfeldt, 1959) – Gevlekte buisaal
- Heteroconger klausewitzi (Eibl-Eibesfeldt & Köster, 1983)
- Heteroconger lentiginosus Böhlke & Randall, 1981
- Heteroconger longissimus Günther, 1870
- Heteroconger luteolus Smith, 1989
- Heteroconger mercyae Allen & Erdmann, 2009
- Heteroconger obscurus (Klausewitz & Eibl-Eibesfeldt, 1959)
- Heteroconger pellegrini Castle, 1999
- Heteroconger perissodon Böhlke & Randall, 1981
- Heteroconger polyzona Bleeker, 1868
- Heteroconger taylori Castle & Randall, 1995
- Heteroconger tomberua Castle & Randall, 1999
- Heteroconger tricia Castle & Randall, 1999